# Pázmándi-ér
A Pázmándi-ér a Kisalföldön ered, Győr-Moson-Sopron vármegyében. A patak forrásától kezdve északi irányban halad, majd Töltéstava határában beletorkollik a Töltéstavai-halastóba.

## Part menti települések
- Pázmándfalu
- Pér
- Töltéstava